# Боб Валентайн (футболіст)
Це стаття про футболіста. Про футбольного арбітра з таким же іменем і прізвищем див. статтю Боб Валентайн
Роберт Валентайн (англ. Robert Valentine; 21 грудня 1877 — 16 січня 1926) — англійський регбіст і футболіст.

## Біографія
Народився в Пендлтоні, Солфорд, Ланкашир. Був наймолодшою дитиною в сім'ї Роберта Валентайна-старшого, який служив у лавах військово-морського флоту, і Енн Воллворк. Його старший брат Джим (1866—1904) був регбістом і легендою клубу «Свінтон». Роберт Валентайн-старший помер у 1884 році, коли Роберту-молодшому було 6 років, після чого він жив зі своїм братом Джимом.
Роберт був регбістом і, як і його брат, грав за клуб Свінтон Лайонз.
У травні 1903 року він підписав контракт з місцевим футбольним клубом «Манчестер Юнайтед», спочатку як захисник. Дебютував в основному складі 25 березня 1905 року в матчі проти «Блекпула» на «Блумфілд-Роуд» на позиції воротаря, зберігши свої ворота «сухими». Основним воротарем команди на той момент був Гаррі Могер, тому у решті сезону 1904/05 провів за команду лише один матч в останній грі сезону проти того ж «Блекпула», але вже на домашньому стадіоні «Юнайтед».
У сезоні 1905/06 продовжував залишатися другим воротарем команди, зігравши в 8 матчах. За підсумками сезону «Манчестер Юнайтед» посів друге місце у Другому дивізіоні і вийшов в Перший дивізіон Футбольної ліги.
У 1907 році Валентайн відновив регбійну кар'єру, повернувшись в «Свінтон Лайонз».
Помер у Королівському госпіталі Солфорда (англ. Salford Royal Hospital) в січні 1926 року.